# Marlon Brando
Marlon Brando Jr. (Omaha (Nebraska), 3 april 1924 – Los Angeles (Californië), 1 juli 2004) was een Amerikaans film- en theateracteur. Brando wordt beschouwd als een van de belangrijkste method actors, die de acteertechniek in Hollywood in de jaren vijftig onder de aandacht bracht met rollen in A Streetcar Named Desire en On the Waterfront, beide geregisseerd door Elia Kazan. Latere iconische rollen zijn onder andere Vito Corleone in The Godfather en Colonel Kurtz in Apocalypse Now. Brando's acteerstijl had grote invloed op acteurs als Paul Newman, Elvis Presley, James Dean, Robert De Niro, Rutger Hauer, Johnny Depp, Val Kilmer en vele anderen. Brando was tevens een activist, die onder andere opkwam voor de rechten van de Inheemse Amerikanen.

## Vroege jaren
Marlon Brando werd geboren in Omaha als zoon van Marlon Brando Sr., een vertegenwoordiger en Dorothy Pennebaker, een aan alcohol verslaafde amateuractrice met haar eigen toneelvereniging. Ze hielp onder andere een jonge Henry Fonda bij zijn beginnende acteercarrière. Het paar had drie kinderen. Marlons oudste zus, Jocelyn Brando, was een toneelactrice. Hij was van gemengde afkomst: Brits, Iers, Duits en Nederlands. De relatie met zijn ouders was uitermate moeilijk. Zijn vader was vaak op reis voor zijn werk, waarbij hij bars en bordelen bezocht. Allebei zijn ouders hadden een drankverslaving, maar hoezeer hij zijn vader haatte, zoveel hield hij van zijn moeder.
Marlon Brando werd van diverse scholen gestuurd, waaronder de militaire academie Shattuck in Minnesota, waar zijn vader ook naar school was gegaan. Hij nam een baan aan als greppelgraver, waarna hij vertrok naar New York waar hij een jaar lang method acting aan de Dramatic Workshop van The New School studeerde, bij Stella Adler. Brando was tevens een van de eerste leden van The Actors Studio, een door Elia Kazan en Lee Strasberg opgerichte organisatie voor acteurs, regisseurs en toneelschrijvers om de technieken van method acting te onderwijzen en te verbeteren. Brando werd hier onderwezen door Strasberg.

## Carrière
In 1944 maakte Brando zijn Broadwaydebuut als Nels in I Remember Mama. De jaren daarop speelde hij aldaar in verscheidene stukken, waaronder Truckline Café, Candida en Ben Hechts A Flag is Born, met Paul Muni in de hoofdrol. Voor zijn rol in Truckline Café werd hij door critici uitgeroepen tot de veelbelovendste acteur van Broadway. Zijn grote doorbraak kwam in 1947 in A Streetcar Named Desire van Tennessee Williams, waarin hij de rol van Stanley Kowalski speelde. Onder leiding van Kazan bracht Brando de rol op een natuurlijke, nonchalante manier, maar met een onderliggende intensiteit en seksualiteit die nog niet eerder gezien was. Het betekende de doorbraak van method acting. De weg opende de deur naar Hollywood, maar Brando weigerde in eerste instantie.

### Filmcarrière in de jaren vijftig

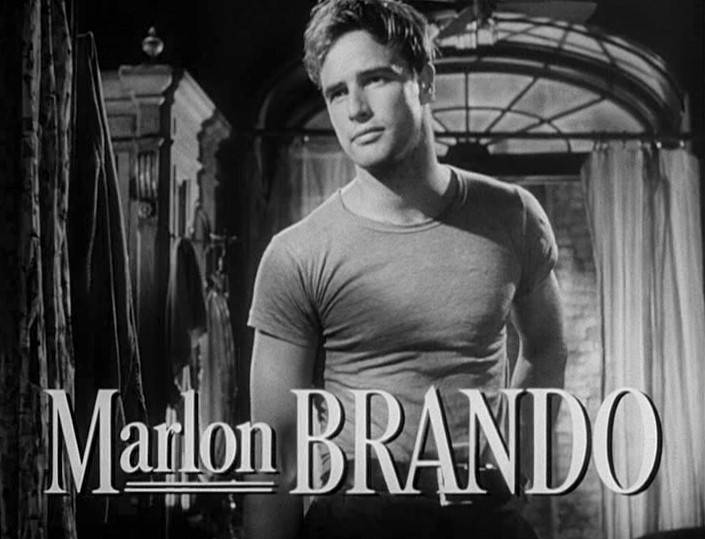
Marlon Brando in de filmversie van A Streetcar Named Desire (1951)

In 1950 maakte Brando zijn filmdebuut als een verbitterde verlamde oorlogsveteraan in The Men van Stanley Kramer. Voor deze rol bracht hij een maand door in de boeg van een veteranenziekenhuis, waar hij ervaringen opdeed met de rehabilitatie van mensen met een dwarslaesie. Het jaar daarop speelde hij in de filmversie van A Streetcar Named Desire, opnieuw onder regie van Kazan. De film was een groot succes en won de Oscar voor beste film. Het leverde Brando tevens zijn eerste Oscarnominatie op. Hierna speelde hij de Mexicaanse revolutionair Emiliano Zapata in Kazans Viva Zapata! (1952), en Marcus Antonius in de filmversie van Shakespeares Julius Caesar (1953). Tussendoor liep hij weg van de set van de Franse film Le rouge et le noir na onenigheid met de regisseur Claude Autant-Lara. In 1953 speelde hij tevens de leider van een motorbende in The Wild One, een iconische rol die van hem een voorbeeld zou maken voor een generatie jongeren en waarin voor het eerst motorrijden werd gekoppeld aan leren jassen en een rebelse levensstijl. Naar dit voorbeeld keken Elvis Presley en James Dean enorm op, die Brando als hun grote voorbeeld beschouwden.
Gedurende de jaren vijftig kwam hij dankzij deze rollen bekend te staan als een groot, rebels talent, die weinig ophad met het glamourleven en openlijk kritiek uitte op Hollywood, de filmindustrie en het sterrendom. Hij werd vier opeenvolgende jaren genomineerd voor de Oscar voor beste acteur, voor A Streetcar Named Desire (1951), Viva Zapata! (1952), Julius Caesar (1953) en voor zijn rol van aan lager wal geraakte bokser Terry Malloy in On the Waterfront (1954). Enkel zijn rol in On the Waterfront werd bekroond met een Academy Award. Voor de rol in deze film won hij tevens een New York Film Critics Award en een prijs op het Filmfestival van Cannes.
In de latere jaren vijftig speelde hij in een grote verscheidenheid aan films. Hij speelde Napoleon Bonaparte in Désirée (1954), zong in de musical Guys and Dolls naast Frank Sinatra (1955), was te zien in de Broadway-bewerking The Teahouse of the August Moon (1956) en kreeg een vijfde Oscarnominatie voor zijn rol als luchtofficier in Sayonara (1957). In 1958 was hij naast Dean Martin en Montgomery Clift te zien in The Young Lions. Deze film, waarin hij een nazi-officier speelde, was een grote hit.

### Latere filmcarrière
Het duurde echter een poos voor hij weer een hit zou hebben. In de jaren zestig verscheen hij in een reeks van onsuccesvolle films, vaak van mindere kwaliteit. Dit kwam doordat Brando moeite had goede rollen te vinden en hij weigerde samen te werken met een groot aantal regisseurs. Hij begon het decennium met de western One-Eyed Jacks uit 1961, dat hij zelf zou produceren. Nadat Stanley Kubrick zich terugtrok uit het project nam Brando tevens de regie op zich. Het zou de enige film worden die Brando zou regisseren. De film was een bescheiden succes in de bioscopen, maar maakte door de hoge kosten weinig winst.
Het volgende project verliep nog rampzaliger. Brando weigerde de hoofdrol in Lawrence of Arabia om te kunnen spelen in de remake van Mutiny on the Bounty (1962). De productie van deze film liep echter flink uit. Regisseur Carol Reed werd ontslagen en vervangen door Lewis Milestone. Brando gedroeg zich onmogelijk op de set: hij negeerde de regisseur volledig, eiste herhaaldelijk veranderingen in het script en nam de regie in eigen handen. De film zou uiteindelijk bijna $20 miljoen kosten, waarvan $1,2 miljoen voor Brando, destijds een recordsalaris voor een mannelijke acteur (Elizabeth Taylor had even daarvoor als eerste actrice de miljoengrens doorbroken voor haar rol in Cleopatra). Hoewel Mutiny on the Bounty een van de bestbezochte films van het jaar werd, wist hij door de hoge kosten geen winst te maken en werd hij beschouwd als een flop. Brando kreeg hierdoor het stempel "Box Office Poison" (vergif voor de kassa) opgedrukt en wist de rest van het decennium geen succesvolle films meer te maken.
In 1972 beleefde hij een comeback met twee zeer diverse rollen. Geheel tegen de wensen van Paramount in gaf regisseur Francis Ford Coppola hem de rol van Don Vito Corleone, het hoofd van een maffiafamilie, in The Godfather. Paramount kreeg ongelijk: de film groeide uit tot de bestbezochte film van het jaar en gold zelfs voor een korte tijd als de bestbezochte film aller tijden. Tegenwoordig wordt de film beschouwd als een van de beste Amerikaanse films ooit. Brando won tevens zijn tweede Oscar voor de film. Brando weigerde zijn Oscar voor The Godfather echter en stuurde in plaats daarvan de onbekende Mexicaans-Indiaanse actrice Sacheen Littlefeather naar de uitreiking als protest tegen de manier waarop Hollywood de Indianen afspiegelde in films. Datzelfde jaar was hij te zien in Last Tango in Paris van Bernardo Bertolucci. De controversiële film, waarin hij een Amerikaanse weduwnaar speelde die een seksuele relatie aangaat met een jonge Française, kreeg goede recensies en werd eveneens een van de grotere kassuccessen van het jaar. Ook voor deze rol werd hij genomineerd voor de Oscar voor beste acteur.
Na dit succesjaar ging Brando er drie jaar tussenuit, om pas in 1976 terug te keren in The Missouri Breaks, met Jack Nicholson in de andere hoofdrol. In 1979 speelde hij de rol van kolonel Walter Kurtz in Apocalypse Now. Hij was erg dik geworden en wilde daarom alleen in het schemerduister worden gefilmd. Hij zou nog veel zwaarder worden, tot hij een gewicht van ongeveer 150 kg zou bereiken. Brando was tegen die tijd het acteren gaan haten, liep van de set weg als iets hem niet beviel en weigerde voor sommige films zijn rol te leren of het script zelfs maar in te zien. Hij kwam er zelfs openlijk voor uit het liefst zo veel mogelijk geld binnen te halen voor zo min mogelijk werk, als de $3,7 miljoen die hij kreeg voor dertien dagen werk op de set van Superman.
Begin jaren tachtig trok Brando zich terug op zijn privé-eiland Tetiaroa, ten noorden van Tahiti. In 1989 keerde hij weer terug naar het witte doek met de anti-apartheidsfilm A Dry White Season, waarvoor hij weer een Oscarnominatie kreeg, ditmaal voor beste mannelijke bijrol. Het jaar daarop parodieerde hij zijn eigen rol in The Godfather in de komedie The Freshman en in 1995 met Johnny Depp en Faye Dunaway in Don Juan DeMarco. De meeste van de films waar hij in de jaren negentig in speelde waren echter van mindere kwaliteit. Het dieptepunt was The Island of Dr. Moreau, waarvoor hij een Golden Raspberry Award voor slechtste mannelijke bijrol kreeg.
In 2001 zou hij een cameo hebben in Scary Movie 2, maar moest vanwege gezondheidsproblemen uit de film stappen. De laatste film waarin hij te zien was was The Score uit 2001, met naast hem Robert De Niro en Edward Norton in de hoofdrollen. Vlak voor zijn dood had hij nog een stem ingesproken voor de animatiefilm Big Bug Man. Deze film is tot op heden niet verschenen.

## Privé
Brando was driemaal gehuwd, alle drie de keren met een actrice; van 1957 tot 1959 met Anna Kashfi, van 1960 tot 1962 met Movita Castaneda en van 1962 tot 1972 met de Tahitiaanse Tarita Teriipaia. De laatste ontmoette hij tijdens de opnames van Mutiny on the Bounty, waarin zij (als Maimiti) het liefje van Brando (als Fletcher Christian) moest spelen. Hij had zestien kinderen, van wie drie geadopteerd en dertien biologische kinderen. Zijn jongste drie kinderen waren verwekt bij zijn huishoudster, Maria Christina Ruiz. Vermoedelijk had hij nog tientallen kinderen van wie zijn vaderschap nooit publiekelijk bekend is gemaakt.
Christian, zijn oudste zoon, schoot in mei 1990 Dag Drollet, de vriend van zijn zwangere halfzus Cheyenne, dood. Hij werd veroordeeld tot tien jaar cel. Cheyenne pleegde vijf jaar later zelfmoord. Zij was toen 25 jaar oud.
Brando was ook te zien in de videoclip van Michael Jacksons You Rock My World uit 2001.
Als hobby was Brando actief als radiozendamateur met de roepletters KE6PZH en FO5GJ.
Zijn beste vriend was acteur Wally Cox, met wie hij tijdens zijn studententijd in New York een kamer deelde. Toen Cox onverwachts op 48-jarige leeftijd stierf, nam Brando zijn as over van zijn weduwe, met de belofte om het uit te strooien in zee. In plaats daarvan hield hij de as dertig jaar lang verborgen in zijn kast. Uiteindelijk is zijn as samen met Brando's as verstrooid in Death Valley.

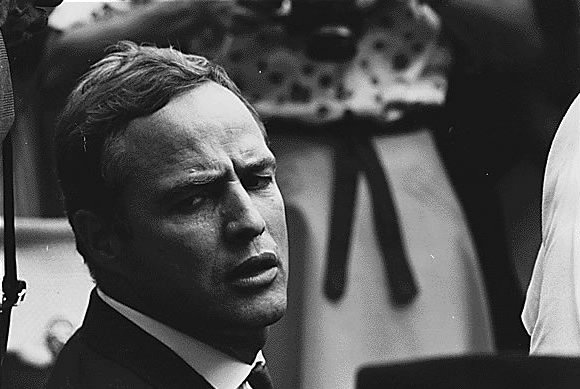
Marlon Brando tijdens de Civil Rights March in Washington, 28 augustus 1963

Brando was tevens bekend om zijn politiek activisme. Hij sprak regelmatig zijn steun uit voor minderheden in de Verenigde Staten en maakte zich sterk voor hun rechten. Sinds begin jaren zestig kwam hij op voor de rechten van Indianen, wat uiteindelijk uitmondde in het weigeren van de Oscar in 1972 vanwege de manier waarop Hollywood Indianen toonde in films. Hij was tevens een aanhanger van Martin Luther King, die hij financieel ondersteunde. In 1963 nam hij deel aan de Civil Rights March on Washington, D.C.
In 1994 verscheen zijn autobiografie, Songs My Mother Taught Me.
Brando leed al geruime tijd aan longfibrose toen hij op 1 juli 2004 in het UCLA Medical Center te Los Angeles overleed aan longproblemen. Hij leed tevens aan zwaarlijvigheid, hartfalen en diabetes en recentelijk was leverkanker bij hem geconstateerd. Brando was tachtig jaar oud. Hij werd gecremeerd en zijn as is op twee plaatsen uitgestrooid, een deel op Tahiti en een deel, samen met de as van Wally Cox, in Death Valley.
Hij liet dertien kinderen na (twee stierven voor hem) en meer dan dertig kleinkinderen. Een van zijn kleinzonen is Versace-model Tuki Brando, de zoon van Cheyenne. Een van zijn kleindochters is Courtney Love, de weduwe van Kurt Cobain.

### Kinderen
Brando had twaalf erkende biologische kinderen, van wie acht met zijn vrouwen en vier met onbekende vrouwen. Hij had drie geadopteerde kinderen. Daarnaast zijn er talloze kinderen die hij nooit publiekelijk bekend heeft gemaakt. Onder hen bevindt zich Linda Carroll, een dochter die hij kreeg met schrijfster Paula Fox. Linda is de moeder van actrice en zangeres Courtney Love.
- met Anna Kashfi:
  - Christian Brando (1958 - 2008)
- met Paula Fox:
  - Linda Carroll (1944)
- met Movita Castaneda:
  - Miko C. Brando (1961)
  - Rebecca Brando (1967)
- met Tarita Teriipaia:
  - Teihotu Brando (1963)
  - Cheyenne (1970 - 1995)
- met Maria Christina Ruiz:
  - Ninna Brando (1989)
  - Myles Brando (1992)
  - Timothy Brando (1994)
- bij onbekende moeders:
  - Stefano Brando, nu: Stephen Blackehart, acteur (1967)[3][4]
  - Dylan Brando (1968-1988)
  - Angelique Brando (onbekend)
  - Michael Gilman (1967)
- via adoptie:
  - Petra Brando (1963)
  - Maimiti Brando (1977)
  - Raiatua Brando (1983)

## Cinematografie
| Jaar | Film                                        | Personage                            |
| ---- | ------------------------------------------- | ------------------------------------ |
| 1950 | The Men                                     | Ken                                  |
| 1951 | A Streetcar Named Desire                    | Stanley Kowalski                     |
| 1952 | Viva Zapata!                                | Emiliano Zapata                      |
| 1953 | Julius Caesar                               | Marcus Antonius                      |
| 1953 | The Wild One                                | Johnny Strabler                      |
| 1954 | On the Waterfront                           | Terry Malloy                         |
| 1954 | Désirée                                     | Napoleon Bonaparte                   |
| 1955 | Guys and Dolls                              | Sky Masterson                        |
| 1956 | The Teahouse of the August Moon             | Sakini                               |
| 1957 | Sayonara                                    | Majoor Lloyd 'Ace' Gruver            |
| 1958 | The Young Lions                             | Luitenant Christian Diestl           |
| 1960 | The Fugitive Kind                           | Valentine 'Snakeskin' Xavier         |
| 1961 | One-Eyed Jacks                              | Rio                                  |
| 1962 | Mutiny on the Bounty                        | Eerste Luitenant Fletcher Christian  |
| 1963 | The Ugly American                           | Ambassadeur Harrison Carter MacWhite |
| 1964 | Bedtime Story                               | Freddy Benson                        |
| 1965 | Morituri                                    | Robert Crain                         |
| 1966 | The Chase                                   | Sheriff Calder                       |
| 1966 | The Appaloosa                               | Matt                                 |
| 1967 | A Countess from Hong Kong                   | Ogden                                |
| 1967 | Reflections in a Golden Eye                 | Majoor Weldon Penderton              |
| 1968 | Candy                                       | Grindl                               |
| 1969 | The Night of the Following Day              | Chauffeur                            |
| 1969 | Queimada                                    | Sir William Walker                   |
| 1971 | The Nightcomers                             | Peter Quint                          |
| 1972 | The Godfather                               | Don Vito Corleone                    |
| 1972 | Last Tango in Paris (Ultimo Tango a Parigi) | Paul                                 |
| 1976 | The Missouri Breaks                         | Lee Clayton                          |
| 1978 | Superman                                    | Jor-El                               |
| 1979 | Apocalypse Now                              | Kolonel Walter E. Kurtz              |
| 1980 | The Formula                                 | Adam Steiffel                        |
| 1989 | A Dry White Season                          | McKenzie                             |
| 1990 | The Freshman                                | Carmine Sabatini                     |
| 1992 | Christopher Columbus: The Discovery         | Tomás de Torquemada                  |
| 1995 | Don Juan DeMarco                            | Dr. Jack Mickler                     |
| 1996 | The Island of Dr. Moreau                    | Dr. Moreau                           |
| 1997 | The Brave                                   | McCarthy                             |
| 1998 | Free Money                                  | De Zweed                             |
| 2001 | The Score                                   | Max                                  |

## Prijzen en nominaties
- Academy Awards
  - 1952 - Beste acteur - A Streetcar Named Desire (genomineerd)
  - 1953 - Beste acteur - Viva Zapata! (genomineerd)
  - 1954 - Beste acteur - Julius Caesar (genomineerd)
  - 1955 - Beste acteur - On the Waterfront (gewonnen)
  - 1958 - Beste acteur - Sayonara (genomineerd)
  - 1973 - Beste acteur - The Godfather (gewonnen)
  - 1974 - Beste acteur - Last Tango in Paris (genomineerd)
  - 1990 - Beste mannelijke bijrol - A Dry White Season (genomineerd)
- BAFTA's
  - 1953 - Beste buitenlandse acteur - Viva Zapata! (gewonnen)
  - 1954 - Beste buitenlandse acteur - Julius Caesar (gewonnen)
  - 1955 - Beste buitenlandse acteur - On the Waterfront (gewonnen)
  - 1959 - Beste buitenlandse acteur - The Young Lions (genomineerd)
  - 1973 - Beste acteur - The Godfather (genomineerd)
  - 1973 - Beste acteur - The Nightcomers (genomineerd)
  - 1974 - Beste acteur - Last Tango in Paris (genomineerd)
  - 1990 - Beste mannelijke bijrol - A Dry White Season (genomineerd)
- Filmfestival Cannes
  - 1952 - Beste acteur - Viva Zapata!
- Emmy Awards
  - 1979 - Beste mannelijke bijrol in een miniserie of special - Roots: The Next Generations (gewonnen)
- Golden Globes
  - 1955 - Beste filmacteur, drama - On the Waterfront (gewonnen)
  - 1955 - Henrietta Award voor 's werelds favoriete acteur (genomineerd)
  - 1956 - Henrietta Award voor 's werelds favoriete acteur (gewonnen)
  - 1957 - Beste filmacteur, Musical/Komedie - The Teahouse of the August Moon (genomineerd)
  - 1958 - Beste filmacteur, drama - Sayonara (genomineerd)
  - 1964 - Beste filmacteur, drama - The Ugly American (genomineerd)
  - 1973 - Beste filmacteur, drama - The Godfather (gewonnen)
  - 1973 - Henrietta Award voor 's werelds favoriete acteur (gewonnen)
  - 1974 - Henrietta Award voor 's werelds favoriete acteur (gewonnen)
  - 1990 - Beste mannelijke bijrol in een film - A Dry White Season (genomineerd)
- Golden Raspberry Awards
  - 1981 - Slechtste mannelijke bijrol - The Formula (genomineerd)
  - 1993 - Slechtste mannelijke bijrol - Christopher Columbus: The Discovery (genomineerd)
  - 1997 - Slechtste mannelijke bijrol - The Island of Dr. Moreau (gewonnen)
  - 1997 - Slechtste filmkoppel - The Island of Dr. Moreau (genomineerd, samen met That Darn Dwarf, die verdraaide dwerg)

## Trivia
- Tijdens de Tweede Wereldoorlog meldde Brando zich vrijwillig aan bij het Amerikaanse leger maar werd afgewezen door een knieblessure die hij had opgelopen tijdens een Americanfootballwedstrijd op de militaire academie Shattuck. Brando werd wel opgeroepen in 1950 voor Koreaanse Oorlog; hij slaagde voor de lichamelijke test maar bij de psychologische test werd hij afgekeurd.
- Hij was de eerste mannelijke acteur die meer dan 1 miljoen dollar salaris kreeg. Dat was voor zijn rol in de film Mutiny on the Bounty.
- Slipknot citeerde een dakloze man in hun nummer Eyeless met de zin "You can't see california without Marlon Brando's eyes." De man was waarschijnlijk instabiel en gevaarlijk.
- De film Superman Returns gebruikte digitale effecten en onvertoonde scènes om Brando opnieuw Jor-El te laten spelen hoewel hij al overleden was.